# Список об'єктів, названих на честь Михайла Остроградського
Наступне було названо на честь Михайла Васильовича Остроградського (1801—1861) — українського математика, механіка і фізика:
- Метод Остроградського
- Принцип стаціонарної дії Гамільтона — Остроградського
- Ряди Остроградського-Серпінського-Пірса
- Формула Остроградського (теорема Остроградського-Гауса / Гауса-Остроградського / Гріна-Остроградського-Гауса / Гауса-Гріна-Остроградського)
- Формула Остроградського-Гауса
- Формула Ліувілля-Остроградського